# Johann Peter Schäfer
Johann Peter Schäfer (* 8. Mai 1813 in Altenstadt, Großherzogtum Hessen; † 26. Dezember 1902 in Friedberg) war ein deutscher Sonderpädagoge, Wegbereiter der Blindenschulen und Sozialreformer.

## Leben

### Familie
Johann Peter Schäfer wurde als neuntes Kind des Pächters und Kleinbauern Johann Heinrich Schäfer in der Obergasse 16 in Altenstadt geboren. Der Vater starb 1814, noch bevor sein Sohn ein Jahr alt wurde. Von seiner Mutter, Dorothea geb. Geiß aus Büches, erhielt der Halbwaise eine fromme religiöse Prägung.
1844 heiratete Johann Peter Schäfer die Lehrerstochter Henriette („Jettchen“) Anthes (* 6. Oktober 1816 in Erda, † 2. Juni 1899 in Friedberg) aus Lich. Ihnen wurden zehn Kinder geboren. Eines seiner sechs überlebenden Kinder war der spätere Pastor Theodor Schäfer.

### Jugend und Ausbildung
Nach seiner Schulzeit, die nach eigenen Aussagen sehr unvollkommen war, begann Johann Peter Schäfer eine Schneiderlehre in Friedberg. Es war „eine mir in tiefster Seele verhasste Profession; allein was half es, verschiedene Umstände zwangen mich“. Die dreijährige Lehrzeit endete mit der Lossprechung zum Schneidergesellen. Die Arbeit „bei einem gut katholischen Meister, er ließ weder an Sonn- noch an Feiertagen arbeiten, reizte mich an, gut evangelisch zu sein“. Denn das war sein Lebensgrundsatz: „Christ ist mein Name, Lutheraner mein Beiname.“
Seine Wandergesellenzeit führte ihn nach Bonn, Köln und Elberfeld. Dem Vorbild des jungen Jesus folgend (Lk 2,51 ), kehrte er schließlich zu seiner Mutter, in seine Geburtsstadt Altenstadt, zurück. In Frankfurt am Main fand er im Mai 1836 eine Anstellung als „Werkführer“ im Waisenhaus. Er unterrichtete die Waisen in der Schneiderei und wurde zudem mit der Erziehung von 24 Jungen betraut. Um seinem innigsten Berufswunsch, Lehrer zu werden, nachkommen zu können, nahm er Nachhilfeunterricht zur Vorbereitung auf die Aufnahmeprüfung in das Lehrerseminar Friedberg. Bei der Aufnahmeprüfung im März 1837 fiel er durch – und nahm dies als Gottes Willen hin.
Auf Drängen und Vermittlung von Freunden konnte er im Juni 1838 an der „Freiwilligen Armenschullehrer - und Armenkinderanstalt“ der Evangelischen Missionsgesellschaft Basel in Schloss Beuggen unter der Leitung von Christian Heinrich Zeller eine pädagogische Ausbildung beginnen. Von dort aus wurde er im August 1839 an die von Beuggen nach Riehen verlegte Taubstummenanstalt als Lehrer geschickt, wo er alsbald fest angestellt wurde.

### Pädagogisches Wirken
Die Zeit der Anstellung als Hilfslehrer an der Taubstummenschule in Riehen nutzte Schäfer zur Weiterbildung. Ab 1841 unterrichtete er als Hauslehrer die taubstumme Tochter des Landvogts von Planta in Chur; während seiner achtwöchigen Sommerferien besuchte er – auf einer Fußreise in die Heimat – „alle Anstalten, die das Wohl der leidenden Menschheit betrafen: Taubstummen-, Irren-, Idioten, Blinden- und dergl. Anstalten. Besonders bot Württemberg (hierfür) ein reiches Feld“. Als er dabei das 1837 gegründete Taubstummen-Institut Friedberg (heute: Johannes-Vatter-Schule) besuchte, bot ihm deren (erster) Leiter, Georg Jakob Roller, eine Stelle als Hilfslehrer an. Am 1. April 1842 trat Schäfer diese Stelle an. Die dortigen Verhältnisse empfand er als mangelhaft. Er arbeitete „mit aller Kraft, die Sache aus dem Schlendrian herauszubringen“, indem er pädagogische Literatur besorgte und Sammlungen aller Art als Lehrmittel anlegte.

### Das Rettungshaus in Arnsburg

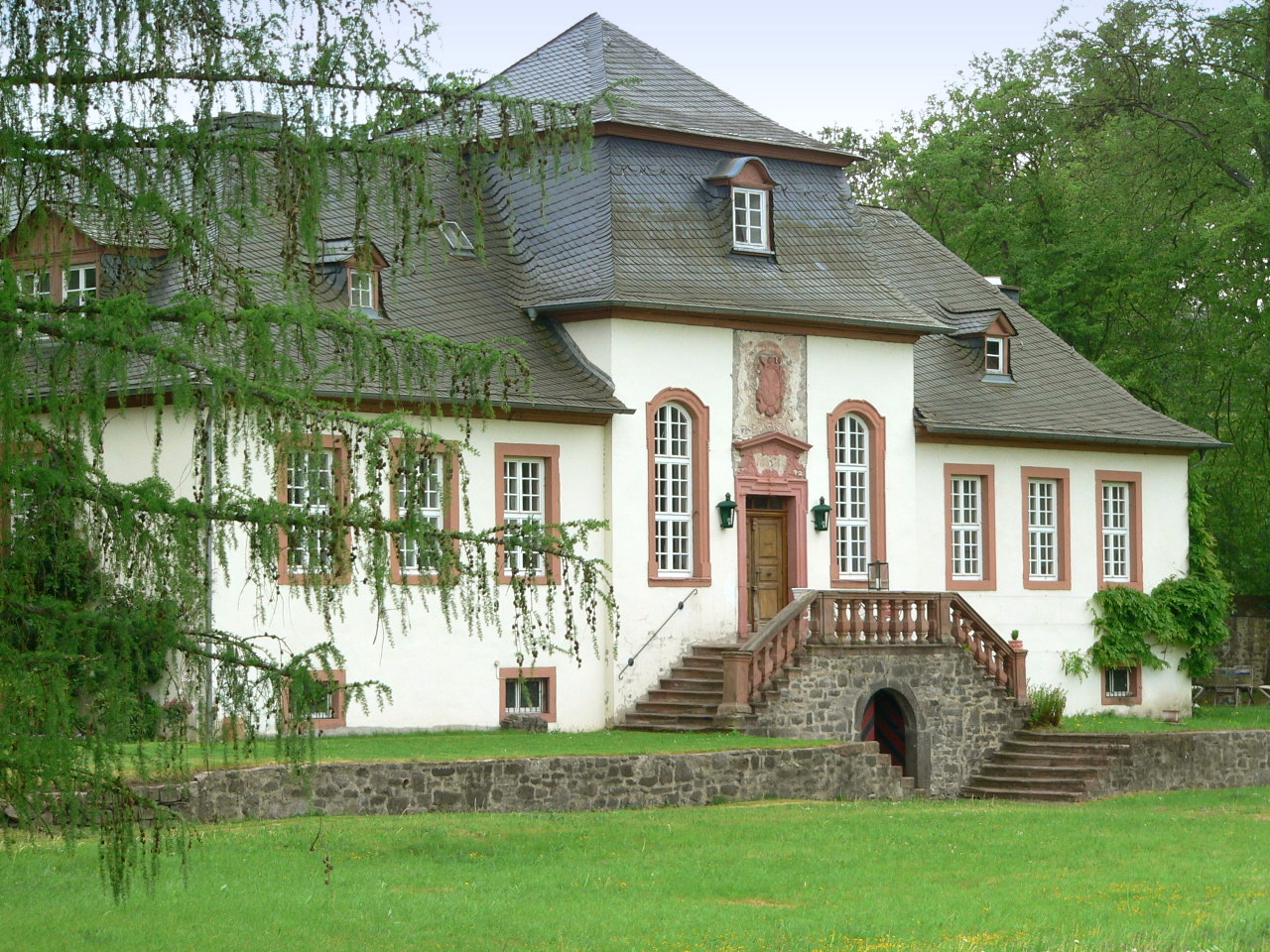
Gartenhaus

Im Jahre 1846 bereitete man sich in Friedberg auf die Feier des 100-jährigen Geburtstages Johann Heinrich Pestalozzis vor. Schäfer schlug vor: „Wenn man den Mann ehren wolle, so möchte man eine Anstalt für sittlich verwahrloste Kinder gründen; denn damit habe Pestalozzi ... begonnen, und dadurch sei er groß.“ Doch seine Anregung fand kein Gefallen. Gleichwohl verfolgte er sein Anliegen unbeirrt, körperlich gesunden, jedoch vernachlässigten und deshalb „sittlich gefährdeten“ Jugendlichen ein „Rettungshaus“ zu bieten. Um das nötige Grundkapital aufzubringen, gab er seine Ein Hundert Erzählungen aus dem Leben heraus, als erstes Werk seiner schriftstellerischen Tätigkeit. Diese Erzählungen zeugen von seiner tiefen Frömmigkeit und seinem festen Gottvertrauen.
Mit Hilfe von Gesinnungsgenossen fand er schließlich ein geeignetes Gelände mit einem „Pavillon“, dem Gärtnerhaus, auf dem Gelände des früheren Klosters Arnsburg bei Lich, das „der Graf Otto zu Solms-Laubach, ein als hochherziger Förderer aller gemeinnützigen und menschenfreundlichen Bestrebungen wie als schlichter ehrenhafter Charakter bekannter Mann mit vielseitiger Geistes- und Herzensbildung ... für die Rettungsanstalt kostenlos jahrelang zur Verfügung stellte“. So wurde am 27. Oktober 1847 die erste „Rettungsanstalt des Großherzogtums Hessen“ eingeweiht. Die Einrichtung besteht nach wechselvoller Geschichte bis heute als Evangelische Stiftung Arnsburg. Im Frühjahr 1849 reiste Schäfer nach Hamburg, um Johann Hinrich Wichern und dessen Rauhes Haus kennenzulernen, und daraus Erkenntnisse zu ziehen für sein eigenes pädagogisches Wirken.

### Die Blindenanstalt in Friedberg
Seine Unzufriedenheit mit der pädagogischen Situation an der Friedberger Taubstummenschule sowie seine Überzeugung, dass Blinde erheblich benachteiligter seien als Taubstumme, bewogen Schäfer, „mit Gottes Hilfe eine Blindenanstalt zu gründen“. Hierzu setzte er im Juli 1849 einen Aufruf in der Darmstädter Zeitung, man möge ihm für die Schule infrage kommende Personen benennen. Innerhalb eines Jahres kamen 30 Anmeldungen zusammen, überwiegend aus vermögenslosen Verhältnissen. Seine Bitte um Spenden erbrachten ein Anfangskapital von 640 Gulden.
Den Anfang machte Schäfer, indem er am 8. April 1850 als erstes einen achtjährigen blinden Knaben in den Haushalt seiner Familie im Wohnhaus auf dem Burggelände (in der Nähe des Adolfsturmes) aufnahm. „Der Unterricht findet im I. Stock des Hauses der Gebr. Falck statt. (Eckhaus Breite Straße und Schützenrain auf dem Platz der ehemaligen Leonhardskirche ...“ Dieser Herzensaufgabe widmete er sich von nun an ganz, nachdem er zum Ende des Jahres 1850 seine Stellung als Taubstummenlehrer aufgegeben hatte. Seinen Plan, ein eigenes Gebäude für diese Zwecke zu bauen, konnte er schon bald verwirklichen. Am 15. April 1851 wurde auf dem Grundstück Kaiserstraße 136 der Grundstein hierfür gelegt, am 30. Oktober 1851 konnte die Blindenanstalt eingeweiht werden.
Schäfers Pädagogik war wegweisend. Er verhalf – nach anfänglichem Zögern (s. Th. Schäfer S. 109) – der in Deutschland noch wenig bekannten Brailleschrift zum Durchbruch, gab den Schülern Zeit zu turnen (und die nötigen Anlagen und Ausstattung dazu) und richtete einen „Blindenladen“ ein, in dem die von ihnen handwerklich gefertigten Waren verkauft wurden. Ihm ging es darum, blinde Jugendliche so zu fördern, dass sie durch ihrer Hände Arbeit zu ihrem Lebensunterhalt beitragen konnten. Dies war zu Schäfers Zeit alles andere als selbstverständlich; mancherorts meinte man noch, sich mit – der Name ist bezeichnend – „Bewahranstalten“ begnügen zu können. Großen Wert legte er auf die musikalische Ausbildung seiner Schüler. Er gründete einen Schülerchor, mit dem er zahlreiche Konzertreisen (vor allem in umliegende Gemeinden zum Singen in Gottesdiensten, bei Gemeindenachmittagen und Missionsfesten (s. Th. Schäfer S. 111)) unternahm.
Spätestens ab 1853 erhielt die Blindenschule öffentliche Zuschüsse. Diese flossen nicht zuletzt infolge von Schäfers Bekanntschaft mit Großherzog Ludwig III., der häufiger auf Burg Friedberg weilte und von Schäfers Werk beeindruckt war. Der Großherzog und vor allem Großherzogin Mathilde unterstützten Schäfer in vielerlei Weise. 1879 übernahm das Großherzogtum Hessen die Trägerschaft der Blindenschule. Die Blindenschule wurde daraufhin in „Großherzoglich Hessische Blinden-Anstalt zu Friedberg umbenannt“ (später, um 1900: „Großherzogliche Blinden-Anstalt zu Friedberg“). Johann Peter Schäfer leitete sie 44 Jahre lang, bis 1894, ab 1879 mit dem Titel „Director“. Damals war Johann Peter Schäfer bereits deutschlandweit als „Blindenvater“ bekannt und verehrt. Als er 81-jährig am 1. Oktober 1894 pensioniert wurde, „konnte Herr Director Schäfer auf 262 ausgebildete Blinde hinweisen“.
All diese Jahre hindurch war Schäfers Ehefrau Henriette verantwortlich für die Hauswirtschaft mitsamt dem Garten, in dem Gemüse zur Selbstversorgung angebaut wurde, sowie für die Führung des Dienstbotenpersonals.

### Weitere gemeinnützige Tätigkeit
Über seine Hauptaufgabe, die Leitung der Blindenschule, hinaus übernahm Schäfer zahlreiche ehrenamtliche Aufgaben in seiner Stadt und in den Nachbargemeinden. Er war Vorsitzender des Armenvereins zu Friedberg (und damit verantwortlich für die der kirchlichen und städtischen Fürsorge bedürftigen Mitbürger), führte die Aufsicht über das Friedberger Reservelazarett während der Kriege 1866/1867 und 1870/1871 und bewog den Friedberger Stadtrat, eine kommunale Gasanstalt einzurichten und so – als eine der ersten hessischen Städte – nachts die Straßen zu beleuchten.
Von 1863 bis 1900 führte Schäfer die Chronik der Stadt Friedberg, die 1913 von Christian Waas veröffentlicht wurde.
Am 26. Dezember 1902 starb Schäfer im Alter von 90 Jahren, damals der älteste Bürger Friedbergs.

## Würdigungen
Am 3. November 1856 wurde Schäfer Ehrenbürger der Stadt Friedberg.
Außerdem wurde Schäfer mit folgenden Orden ausgezeichnet:
- Hessisches Militär-Sanitäts-Kreuz, am 22. Juni 1871
- Preußische Kriegsdenkmünze von Stahl am Nichtkombattanten-Bande, am 18. Oktober 1872
- Ritterkreuz 1. Klasse des Verdienstordens Philipps des Großmütigen, am 11. September 1889
- Ritterkreuz 1. Klasse mit der Krone des Verdienstordens Philipps des Großmütigen, am 11. Juli 1894
- Kaiser-Wilhelm-Gedächtnis-Medaille, am 12. April 1900

Seine Heimatgemeinde Altenstadt würdigte den „Blinden-Schäfer“ anlässlich seines 100. Geburtstages am 1. Mai 1913, dem Himmelfahrtstage, mit einer Gedenktafel:

„Von kunstfertiger Hand war ihm von seinen treuen Altenstädtern zum Gedächtnis eine Gedenktafel in der Kirche gestiftet worden; die galt es, an dem Festtage zugleich mit der Feier seines hundertjährigen Geburtstags zu weihen als ein sichtbares Zeichen dafür, daß er und sein Werk, jetzt und in ferner Zeit, in Altenstadt recht bewertet werden sollen. Die .... Tafel trägt die Aufschrift: „Dem Vater der hessischen Blinden, Johann Peter Schäfer, Direktor zu Friedberg, geboren zu Altenstadt den 8. Mai 1913, gestorben zu Friedberg den 26. Dezember 1902, gewidmet zum hundertjährigen Geburtstag von seiner Heimatgemeinde.“ 2. Kor. 5,14.“

- Im Jahre 1970 wurde die Friedberger Blindenschule in „Johann-Peter-Schäfer-Schule“ umbenannt, welche an der „Johann-Peter-Schäfer-Straße“ liegt.
- Am Geburtshaus Schäfers in Altenstadt erinnert eine Bronzetafel an den als „Blinden-Schäfer“ bezeichneten Sozialreformer.[19]
- Sein Enkel, der Kirchenmaler Rudolf Schäfer, erinnerte an den „Vater der Blinden“ durch ein Bild in der von ihm illustrierten Bibelausgabe von 1929.[32]

## Schriften
- Ein Hundert Erzählungen aus dem Leben. Gesammelt und herausgegeben von J. P. Schäfer, Lehrer am Taubstummen-Institut zu Friedberg in der Wetterau. Zum Besten einer Rettungs-Anstalt für sittlich verwahrloste Kinder innerhalb des Großherzogthums Hessen. Heinrich Zimmer, Frankfurt am Main 1846. Digitalisat der Bayerischen Staatsbibliothek.
- Blinden-Anstalt in Friedberg. In: Hof- und Staatshandbuch des Großherzogthums Hessen für das Jahr 1894. Staatsverlag, Darmstadt 1894, S. 218.
- Johann Peter Schäfer. Selbst-Biographie. In: Der Blindenfreund. Zeitschrift für Verbesserung des Looses der Blinden, Jg. XVI (1896), Heft 1 und 2, 1. Februar 1896, S. 6–13.
- Lieder-Concordanz oder: Die Lieder des Gesangbuchs für die Evangelische Kirche im Großherzogtum Hessen. Mit einem Vorwort von Wilhelm Weiffenbach. Bindernagel, Friedberg 1903.